# 埃尔韦·布萨尔
埃尔韦·布萨尔（法語：Hervé Boussard，1966年3月8日—2013年6月26日），法国男子自行车运动员。他曾代表法国参加1992年夏季奥林匹克运动会自行车比赛，获得男子团体计时赛铜牌。